# Campylaspis jonesi
Campylaspis jonesi är en kräftdjursart som beskrevs av Mihai Bacescu och Maradian 1972. Campylaspis jonesi ingår i släktet Campylaspis och familjen Nannastacidae. Inga underarter finns listade i Catalogue of Life.